# Ernst Konstantin
Ernst Konstantin (* 16. Dezember 1908 in Odessa, Russisches Kaiserreich; † Mai 1969 in München, Bundesrepublik Deutschland) war ein deutscher Schauspieler, Hörspiel- und Synchronsprecher.

## Leben und Wirken
Konstantin erhielt nach dem Abitur eine Ausbildung an einer Technischen Hochschule und war bis 1939 Generalvertreter mehrerer US-amerikanischer Firmen im Nahen Osten und in Istanbul. Anschließend wechselte er zur Schauspielerei und wirkte von 1941 bis 1944 am Berliner Lessingtheater. Zum Kriegsdienst eingezogen, trat Konstantin die verbleibende Kriegszeit als Dolmetscher für Russisch beim Oberkommando der Wehrmacht auf. Als solcher geriet er 1945 in sowjetische Kriegsgefangenschaft und wurde bis 1949 im sowjetischen Speziallager Sachsenhausen interniert. 1949 wieder auf freiem Fuß, ging Ernst Konstantin als Sprecher zum RIAS, kehrte aber auch wieder zur Bühne zurück und trat an verschiedenen Theatern auf, unter anderem in Berlin, Frankfurt am Main, Tübingen, Stuttgart und München.
Seine letzten Jahre verbrachte Konstantin in der bayerischen Landeshauptstadt. Vor der Kamera wurde Konstantin anfänglich mehrfach als Russe oder anderer Slawe eingesetzt; später spielte er mit kleinen Rollen im Fernsehen mehrfach höher gestellte Persönlichkeiten wie Ärzte, Direktoren und Adelige. In der Rekonstruktion rund um die Ereignisse der Befreiung von Paris im August 1944, „Paris muß brennen!“, verkörperte Konstantin 1965 die zentrale Rolle des schwedischen Generalkonsuls in der französischen Hauptstadt, Raoul Nordling, zugleich Widersacher des deutschen Stadtkommandanten Dietrich von Choltitz, der den Wehrmachtsgeneral zu überzeugen versucht, sich Hitlers Befehl, Paris zu zerstören, zu widersetzen. Ein Jahr später erhielt er eine weitere Hauptrolle, diesmal als Dauergast in der Fernsehserie aus der Zeitungsbranche Der Nachtkurier meldet ….
Daneben war er auch noch umfangreich als Synchronsprecher tätig, wie beispielsweise in den Filmen Citizen Kane, Der Auslandskorrespondent, Rio Bravo, Du sollst mein Glücksstern sein, Arsen und Spitzenhäubchen, Alice im Wunderland, Die Schatzinsel, Stählerne Schwingen, Der alte Mann und das Meer und Marrakesch.

## Filmografie
- 1952: Die Spur führt nach Berlin
- 1954: Die rote Linie (Dokumentarfilm)
- 1955: Parole Heimat
- 1958: Taiga
- 1958: Dorothea Angermann
- 1959: Die Reise (The Journey)
- 1959: Soweit die Füße tragen
- 1960: Endstation Rote Laterne
- 1960: Frage Sieben
- 1961: Alle meine Söhne
- 1961: Das kleine Wunder
- 1961: Der Fall Winslow
- 1962: Streichquartett
- 1963: Reisender ohne Gepäck
- 1963: Die sanfte Tour – Der Baron und die Bank von England
- 1963: Bitte nicht stören
- 1963: Don Carlos – Infant von Spanien
- 1964: Interpol (Filmreihe): Die Dame mit dem Spitzentuch
- 1964: Die Reise um die Erde
- 1965: Alarm in den Bergen (Fernsehserie, eine Folge)
- 1965: Paris muß brennen!
- 1964–66: Der Nachtkurier meldet … (Fernsehserie)
- 1966: Der Mann, den es nicht gibt (The Man Who Never Was, Fernsehserie, zwei Folgen)

## Hörspiele

### Autor
- 1949: Weltraumschiff Nr. 1 (Science-Fiction-Hörspiel) – Regie: Fränze Roloff

### Sprecher
- 1948: Ernest K. Gann: Fliegerkameradschaft – Regie: Hanns Korngiebel
- 1948: Klabund: Die Liebe auf dem Lande – Regie: Hanns Korngiebel
- 1949: Erich Denker: Der blonde Engel – Regie: Theodor Steiner
- 1950: Helmut Weiss: Robert und seine Brüder – Regie: Hanns Korngiebel
- 1950: Erwin Wickert: Die kühne Operation – Regie: Hanns Korngiebel
- 1950: Heinz Oskar Wuttig: Ich komme aus Stalingrad. Ein Hörbild vom Schicksal deutscher Kriegsgefangener in der Sowjetunion – Regie: Hanns Korngiebel
- 1950: Hans Helmut Hauri: Drei Menschen. Ein Tatsachenbericht – Regie: Alice Decarli
- 1950: Sidney Gilliat: Staatsgeheimnis – Bearbeitung und Regie: Curt Goetz-Pflug
- 1951: Franz Kafka: Der Prozeß. Hörspiel nach einer Dramatisierung von André Gide und Jean-Louis Barrault – Regie: Willi Schmidt
- 1951: Günter Neumann: Salto mortale (Theatermitschnitt). Ein Problemstück mit Gesang und Tanz – Regie: Ernst Schröder; Hans Rosenthal
- 1952: Hans S. von Heister: Die Chaconne – Regie: Rolf von Goth
- 1952: Peter Ustinov: Die Liebe der vier Obersten – Regie: Rolf von Goth
- 1952: Peter Schubert: Claire Laboiteuse – Regie: Rolf von Goth
- 1952: Rolf Burg, Roland Müllerburg: Die Freiheitsprobe – Regie: Hanns Korngiebel
- 1953: Jacques Déval: Heute Nacht in Samarkand – Regie: Heinz-Günter Stamm
- 1954: Erwin Wickert: Der Verrat von Ottawa – Regie: Hanns Korngiebel
- 1965: O. Henry: Herz des Westens (1. Der Weg, den wir wählen; 2. Eines Dollars Wert; 3. Die Theorie mit dem Hund) – Regie: Hanns Cremer